# Чороју (Олт)
Чороју (рум. Cioroiu) насеље је у Румунији у округу Олт у општини Фалкоју. Oпштина се налази на надморској висини од 85 m.

## Становништво
Према подацима из 2002. године у насељу је живело 919 становника, од којих су сви румунске националности.